# Holmer
A Holmer Maschinenbau GmbH egy német speciális mezőgazdasági gépgyártó cég. A cég székhelye Schierlingben található, Eggmühl városrészben. A Holmer a világpiac vezető cége az önjáró cukorrépa-kombájnokban.

## Története

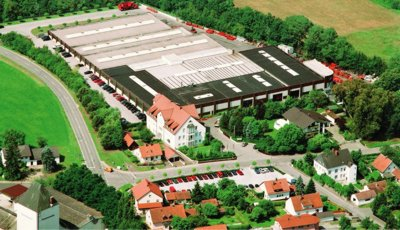
HOLMER Maschinenbau GmbH, 1996

A céget Alfons Holmer hozta létre 1969-ben. Kezdetben a vállalat üzleti tevékenysége a mezőgazdasági gépek javítására és kereskedelmére korlátozódott, azonban tevékenységüket 1973-ig kibővítették. 1973-ban Alfons Holmer elhatározta, hogy épít egy önjáró cukorrépa-betakarító gépet a bajor államminisztérium, a Südzucker AG, illetve frank és bajor cukorrépa-termelői csoportok támogatása mellett. Hermann Paintner, aki 1972-ben már épített egy önjáró cukorrépa kombájnt különböző mezőgazdasági járművek régi alkatrészeiből, külső munkatársaként vett részt az építésben. (Paintner később kivált a Holmer cégtől, és 1986-ban megalapította saját cégét, a Ropa Fahrzeug und Maschinenbau GmbH-t.) Az első 6 soros önjáró betakarítógép 1974-ben került legyártásra, fantázianeve "Holmer, System Paintner" lett, az értékesítés azonban a gazdálkodók szkepticizmusa miatt lassú volt. (Ebben az időben a termelők továbbra is elsősorban a könnyű, vontatott rendszerekre támaszkodtak, melyek három vagy kevesebb sort szedtek ki.) További értékesítési lehetőségek miatt más fejlesztések is elkezdődtek: 1976-tól eszközhordozó traktorok illetve rakodó-tisztító gépek prototípusai kerültek a nagyérdemű elé. 1977-ben még nyolc alkalmazottja volt a cégnek, 1979-re ez a szám 25-re emelkedett. Az alkalmazottak számához hasonlóan az értékesítés ugyanebben az időszakban szintén megnőtt, így a régi műhely kapacitása messze nem volt elegendő. 1979-ben a vállalat egy új telephelyre költözött, ahol egy nagyobb műhely és irodaépület volt. Az Európai Unió megalapítása illetve a német újraegyesülés ígéretes, új piacot hozott magával. 1996-ban egy új típusú cukorrépa-betakarító géppel állt elő a cég, mely a "Terra Dos" névre hallgatott. Ez a gép oldalirányban el tudja tolni a kerekét, ezáltal eltolt nyomvonalon halad, csökkentve a talajtaposást, talajtömörítést. Ezt a koncepciót nevezik kutyának (kutyajárásnak) vagy alacsony sebességfokozatnak. Ugyanebben az évben a Holmer cég bemutatta a "Terra Variant" nevű rendszerjárművet. Meglepő módon Alfons Holmer 2004-ben úgy döntött, hogy eladja cégét. Ennek oka a család utódlásának hiánya volt. A szerződést az Afinum, az iparágközi befektetési társaság nyerte el. 2006-ban az Afinum eladta a Holmer Maschinenbau GmbH-t az AVIDA Csoportnak, amely szintén befektetési társaság. 2007 végén a Holmer Maschinenbau GmbH megvásárolta a Bottmersdorfer Gerätebau és a Landwirtschaftliches Lohnunternehmen GmbH-t. (A "Gebo" többek között cukorrépa-betakarítási technológiát gyártott.) A vásárlást követően a Holmer önjáró cukorrépa tisztítógéppel bővítheti termékkínálatát, így teljes körűvé válik a cukorrépa-technológia területén. 2008 vége óta az AVIDA Csoportot jogi okok miatt ma már Triginta Capital néven hívják. 2008-ban, több mint 30 év után, a Holmer Maschinenbau GmbH világszerte exportál minden releváns cukorrépa-termesztési régióba. Kétféle önjáró répaszedő, rendszerhordozó-jármű és önjáró cukorrépa-tisztítógép készül. Schierlingben, a cég székhelyén több mint 260 alkalmazottat foglalkoztatnak, és további 62 alkalmazottat foglalkoztat a Groß Germersleben telephelyén. Négy másik leányvállalatot alapítottak világszerte Lengyelországban, Franciaországban, a Cseh Köztársaságban és Ukrajnában. Kínában a céget két ág képviseli. Összességében mintegy 400 embert foglalkoztat Holmer világszerte.
2012. június 30-án a Holmer eladja a 3000. cukorrépa-betakarítót egy németországi ügyfélnek. Ez egy "Terra Dos T3" típusú gép, a szokásos piros helyett ezüst színűre van festve.
2013. március 14. óta a bajor mérnöki cég az Exel Industries tagja lett. Az Exel Industries egy globális cég, amely ipari, mezőgazdasági és kertészeti permetezési technológiára specializálódott. Az Exel Industries saját cukorrépa-kombájnok gyártására és forgalmazására szolgáló részleggel is rendelkezik, melynek neve EXXACT.

## Termékek

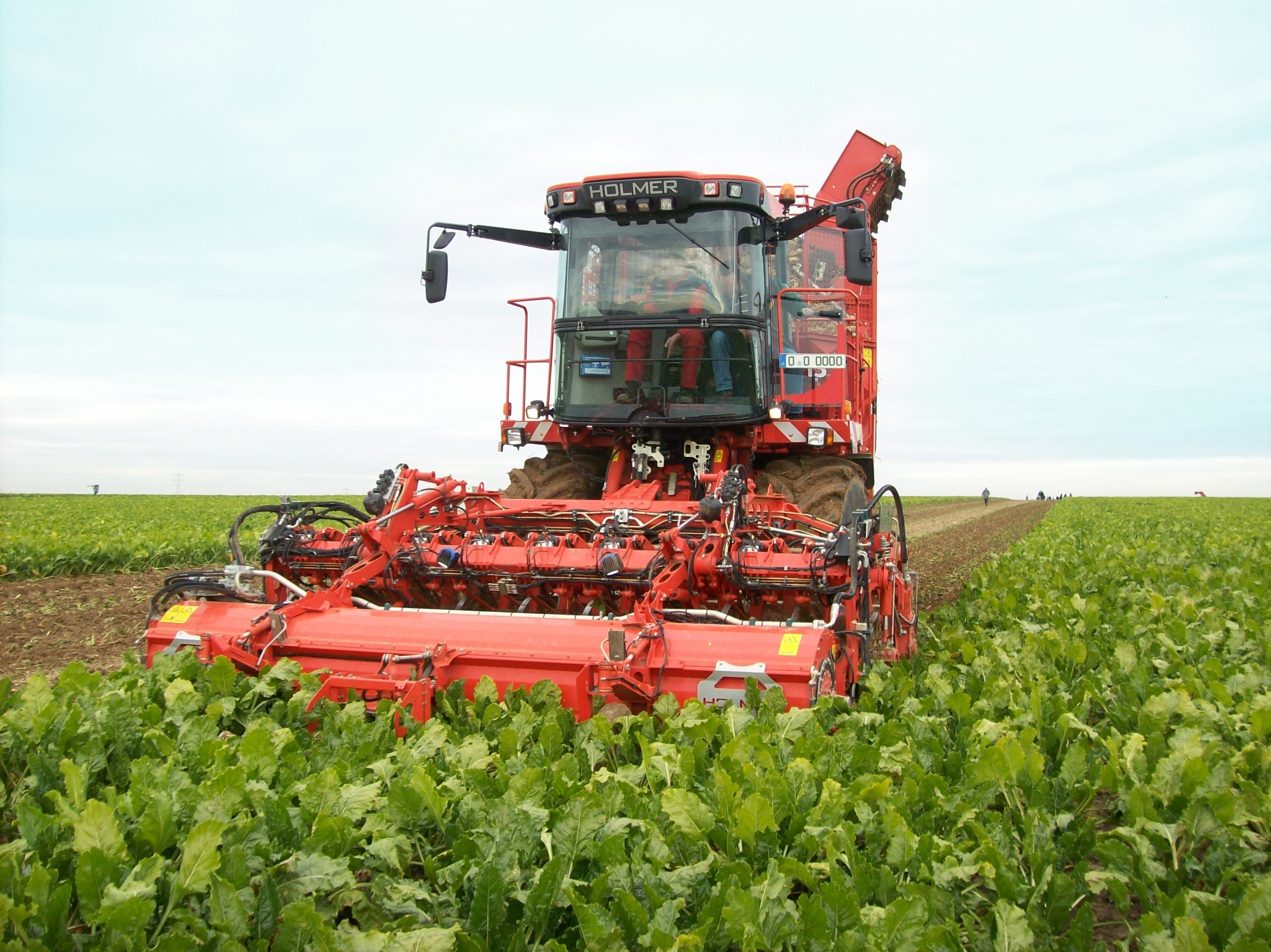
Holmer Terra Dos T3

### Cukorrépa kiszedők
A Terra Dos önjáró cukorrépa-kiszedő kombájn több változatban épült:
- A TerraDos T2 460 lóerős MAN motorral rendelkezik, 24 m³-es bunker térfogattal, és körülbelül 1,5 ha/óra felszedési kapacitással. A T2-t 2006 óta nem gyártják.
- A TerraDos T3 480 lóerős MAN motorral rendelkezik, 28 m³ bunker térfogattal és 2,5 ha/óra teljesítményével jelentősen nőtt a T2-hez képest. Gyártása 2006-ban kezdődött, és 2015-ben fejeződött be.
- A TerraDos T3plus a T3 teleszkópos hátsó tengelyével és a Mercedes-Benz motorral történő módosítására utal. A T3plus gyártása 2006-tól 2011-ig tartott.
- A Terra Dos T4-40 gyártása 2013-ban indult. Ez egy háromtengelyű jármű, bunker térfogata kb. 45 m³. 2014-ben a kéttengelyű (biaxiális) Terra Dos T4-30 is bemutatásra került. Ez alapvetően ugyanazokra a komponensekre épül, mint a T4-40, de a bunker térfogata kisebb, kb. 30 m³. Mindkét változat egy 6-hengeres Mercedes-Benz dízelmotort használ, 626 LE-vel (460 kW).[2]

A LightTraxx nevű, 6 soros cukorrépa-kiszedő kombájn 345 kW (469 LE) 6 hengeres Volvo dízelmotorral van felszerelve. Az Agrifac és az Exel Industries (Exxact) közös fejlesztése. A szélsőséges működési feltételekhez találták fel; bunker térfogata 18,5 m³, fordulósugara 5,3 méter, így a kis mezőkön is könnyedén megfordítható. A CarePlus rendszerrel a LightTraxx olyan tisztítórendszerrel rendelkezik, amely még jobb tisztítást, kevesebb kárt és nagyobb teljesítményt garantál. Nagyobb változatai, a SixxTraxx 40 m³ bunkerrel rendelkezik, és 6 sort képes felszedni, míg a HexxTraxx 40 m³ bunkerével egyszerre 12 sort szed fel. Lánctalpas verziója az OptiTraxx névre hallgat, mely két darab 760 mm széles és 2250 mm hosszú hernyótalppal van felszerelve.

### Cukorrépa tisztítók és rakodók
Az RRL 200 vontatott cukorrépa-tisztító és rakodógép nem rendelkezik felszedőasztallal, a 9 m³-es bunkerébe a répát homlokrakodógép vagy kotrógép rakja fel.
A Terra Felis önjáró cukorrépa-tisztító és rakodógép szintén több változatban épült:
- A Terra Felis egy 299 lóerős Deutz motorral rendelkezik, felszedőasztal szélessége 9 méter, tisztítási szalaghossza 13 méter.
- A Terra Felis 2 egy teljesen újonnan kifejlesztett technológiával épült. A "HOLMER VarioCleaner" nevű rendszerrel felszerelt gép asztal szélessége 9,5 méter, tisztítási szalaghossza 15 méter. A használt meghajtóegység egy 250 kW (340 LE) MAN motor.
- A Terra Felis 2 ECO egy 260 kW (354 LE) MTU SCR (AdBlue) motorral van felszerelve, a károsanyag-kibocsátás csökkentése érdekében. A gépen továbbá megtalálható a "HOLMER VarioPick" rendszer, mellyel egyedileg állítható felszedőasztal dőlésszöge, az üzemanyag-megtakarítás és az optimális tisztítás miatt.[5]
- A Terra Felis 3 szintén 260 kW (354 LE) MTU SCR (AdBlue) motorral van felszerelve, de további újdonság, hogy a kezelőfülkéje a "HOLMER DynaFill" rendszernek köszönhetően felemelhető, így a kezelő jobban bele tud látni a teherautók platójába. Felszedőasztal szélessége 9,5 méter, tisztítási szalaghossza 15 méter.[6]

### Egyéb
A Terra Variant rendszerjárművet traktorként lehet megrendelni. A különböző felépítményeknek köszönhetően azonban például trágyaszóró gépkocsivá, cukorrépaszállító vagy gabonaszállító járművé, illetve vetőgéppé alakítható. 600 lóerős és elektronikus EHR-vel a vállalat szerint Európa legnagyobb sorozatú traktorjait is képviseli.

Holmer gépek
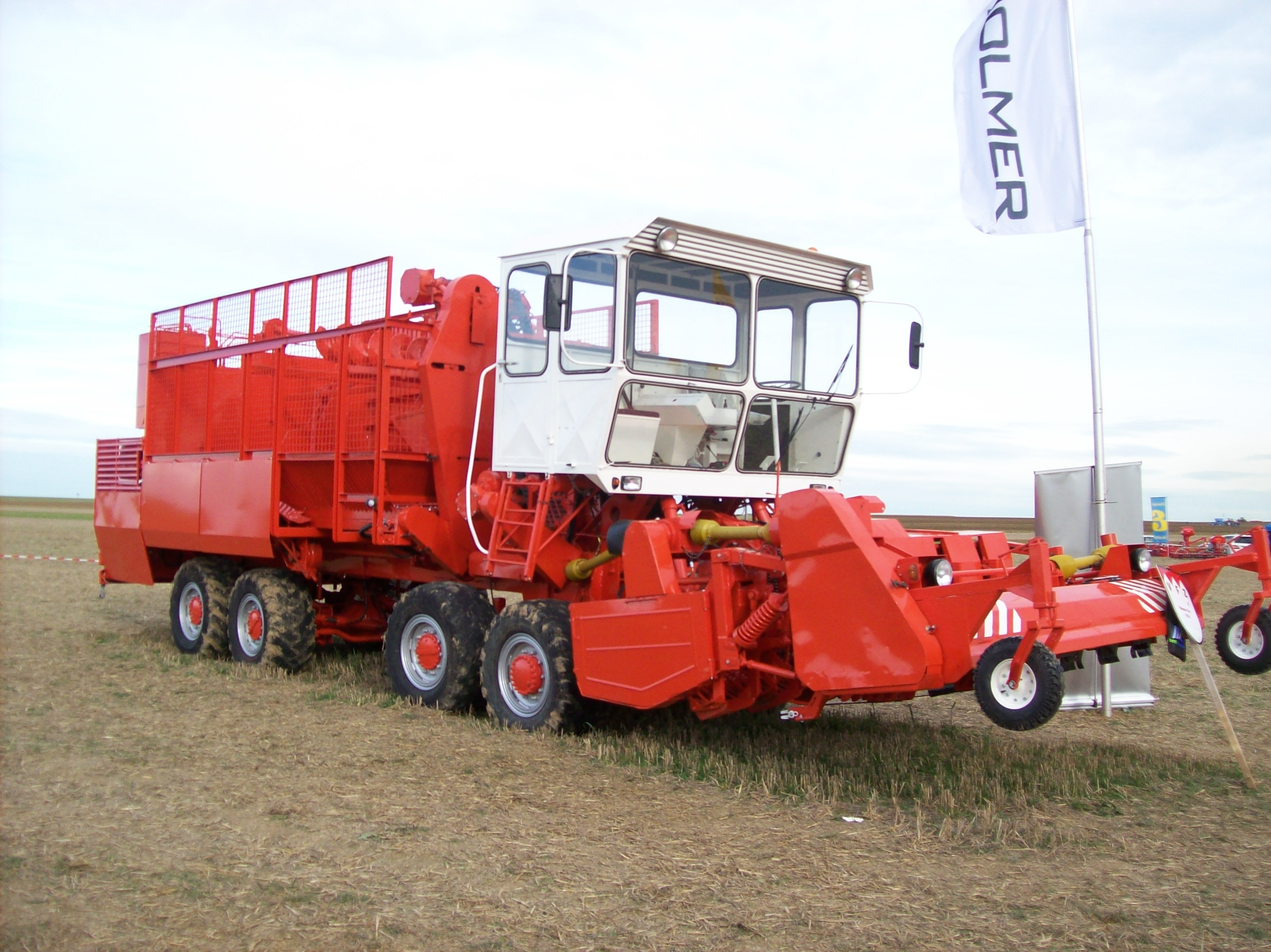
Holmer, 1974
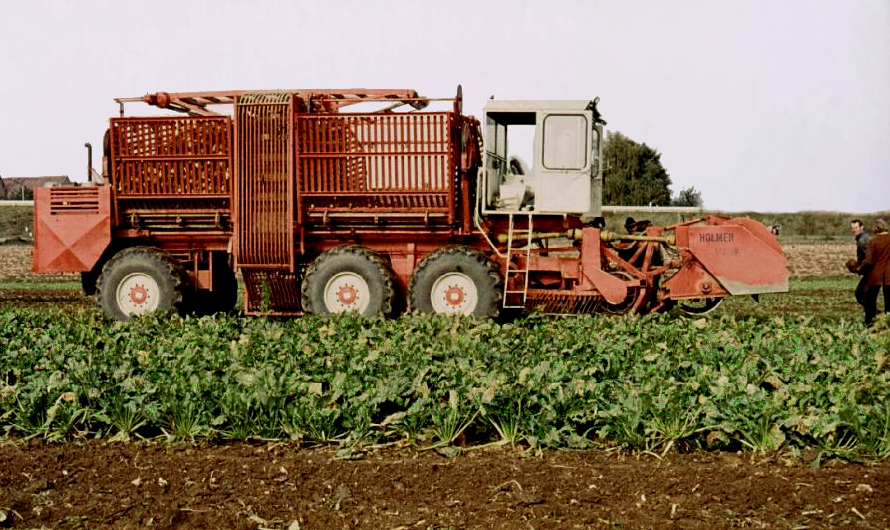
Holmer, 1975
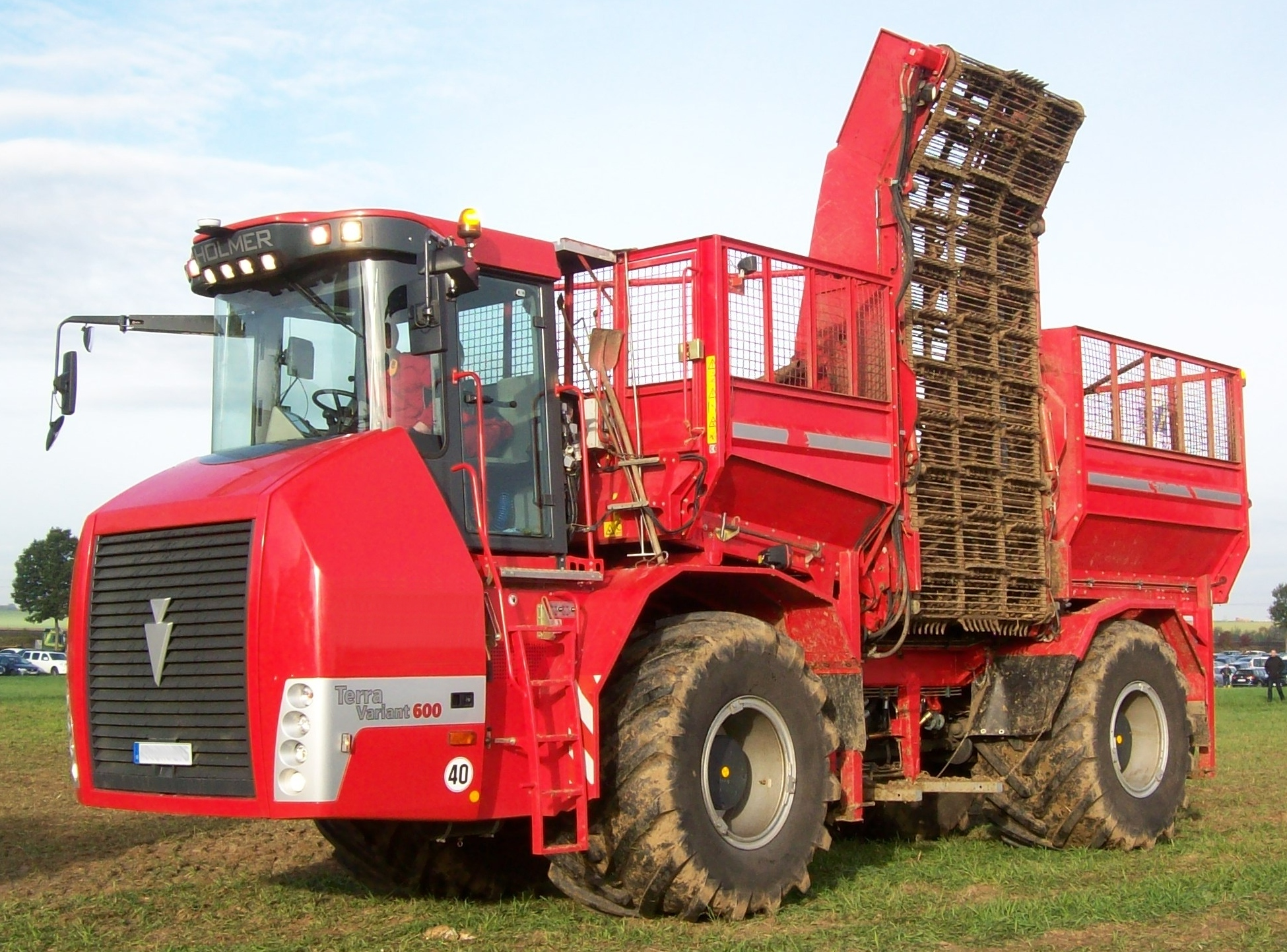
Holmer Terra Variant, cukorrépa felépítménnyel
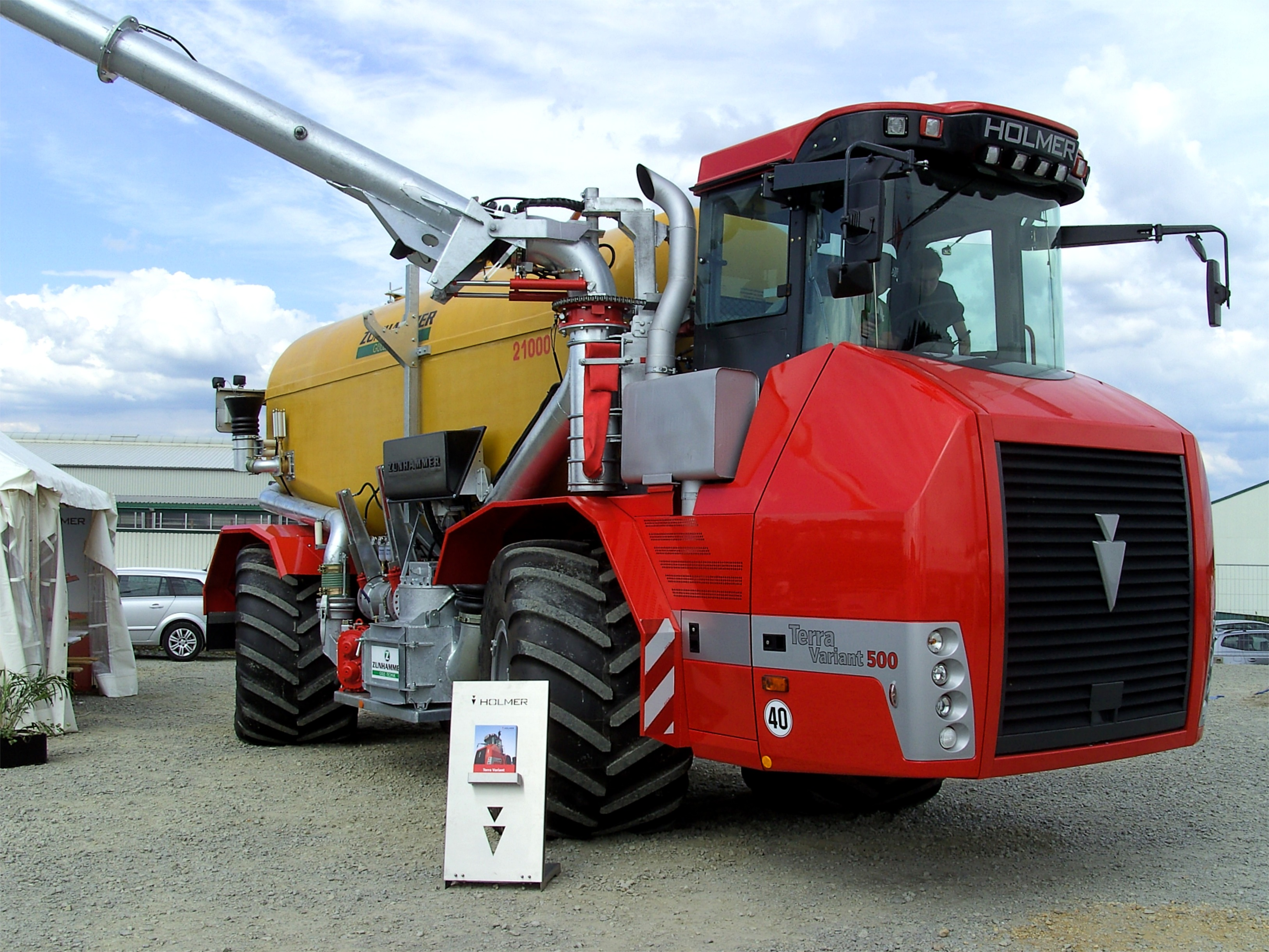
Holmer Terra Variant, gabona felépítménnyel
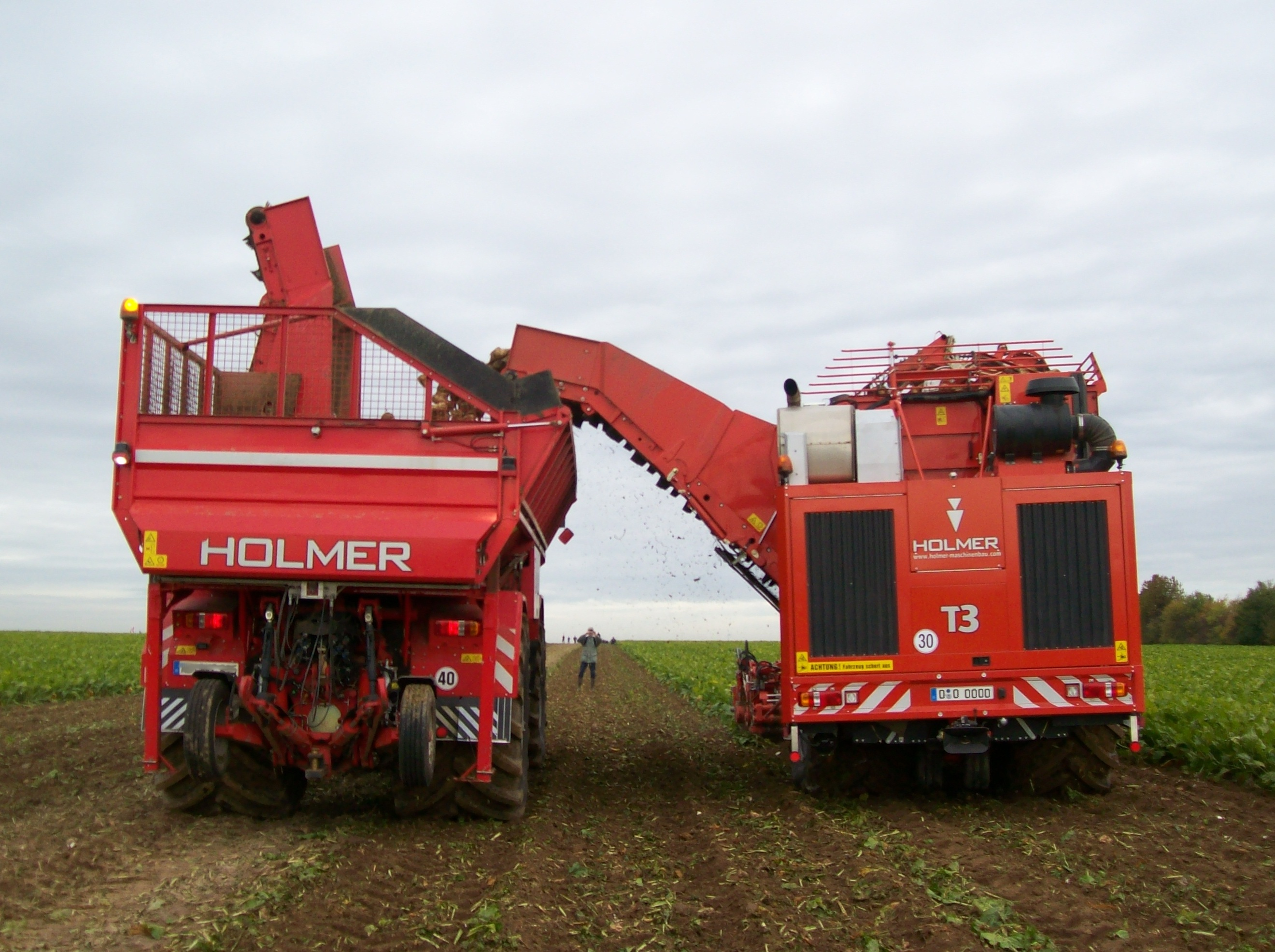
Terra Dos és Terra Variant
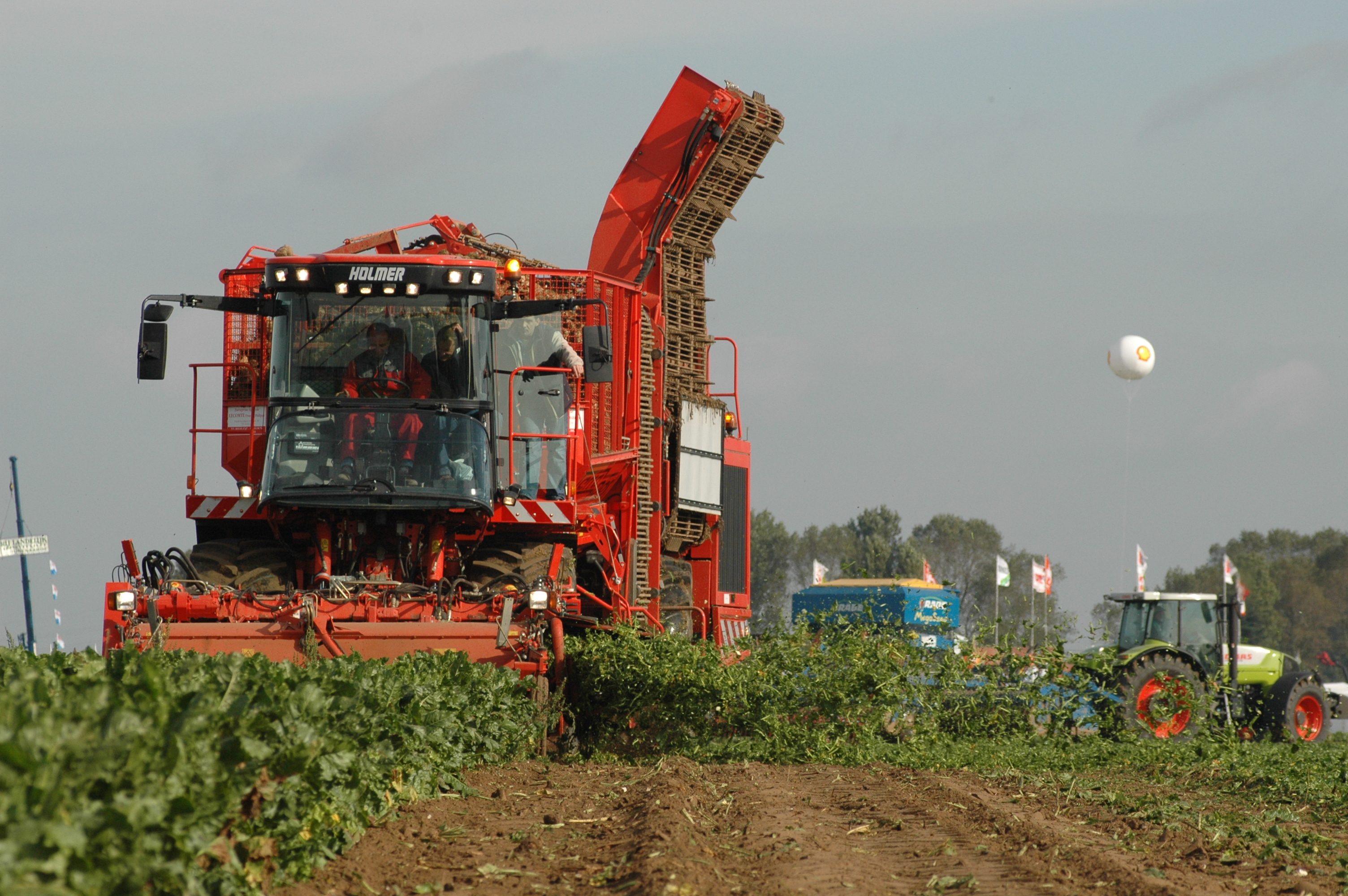
Holmer Terra Dos T2, 2005
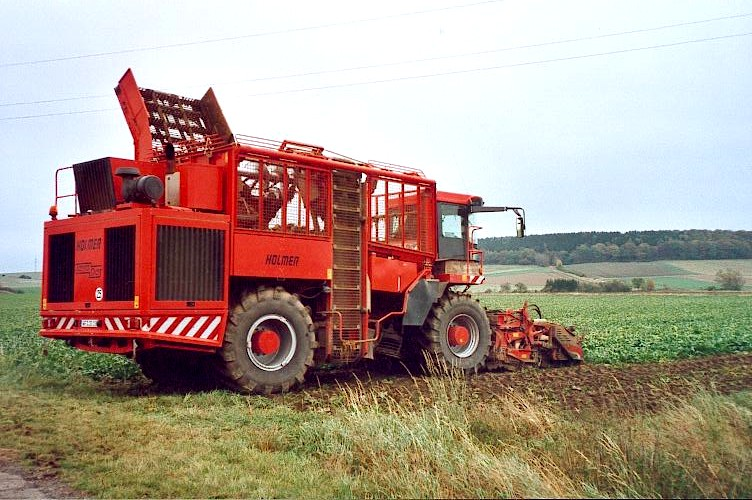
Holmer Terra Dos T2, 2006
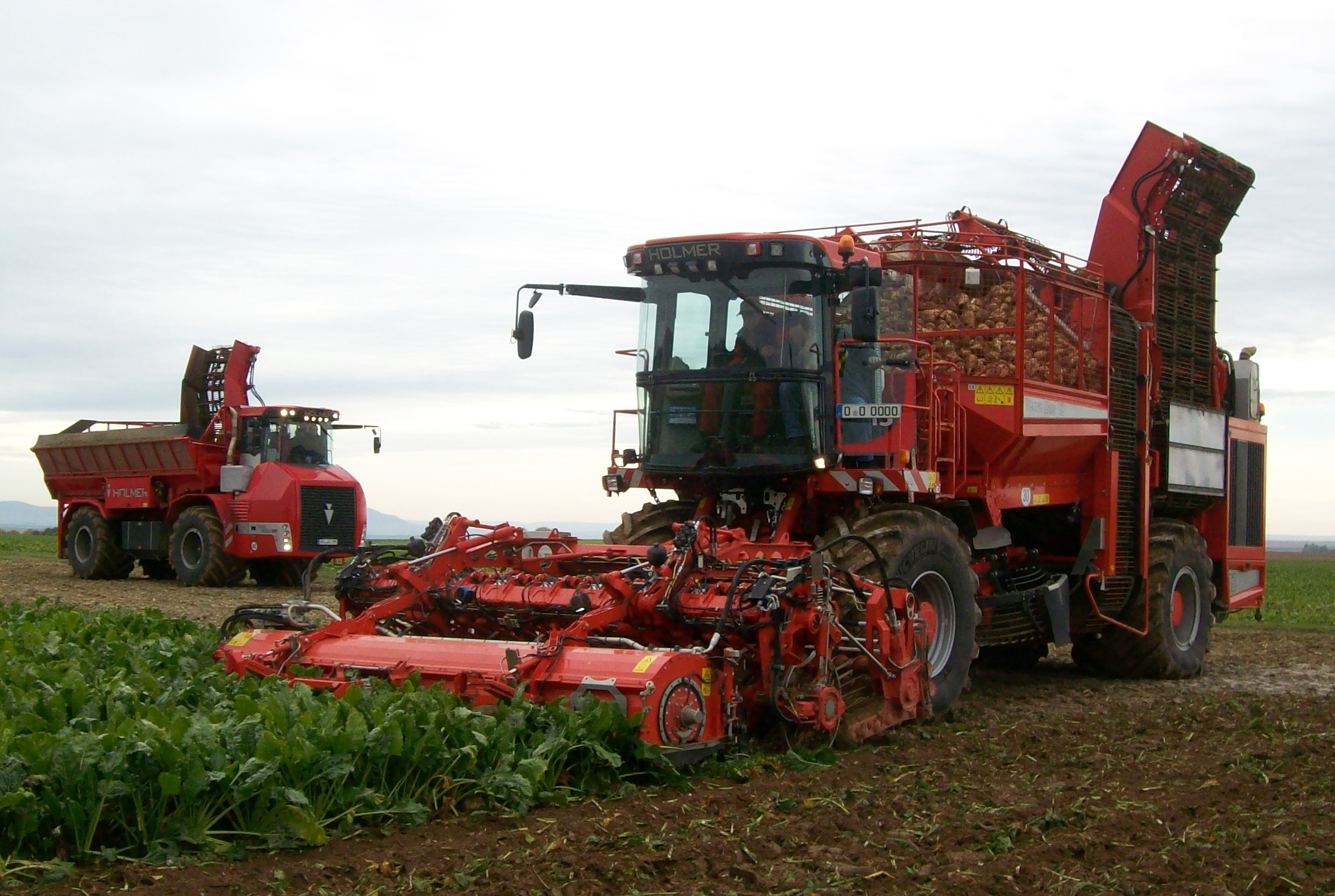
Holmer Terra Dos T3, 2012
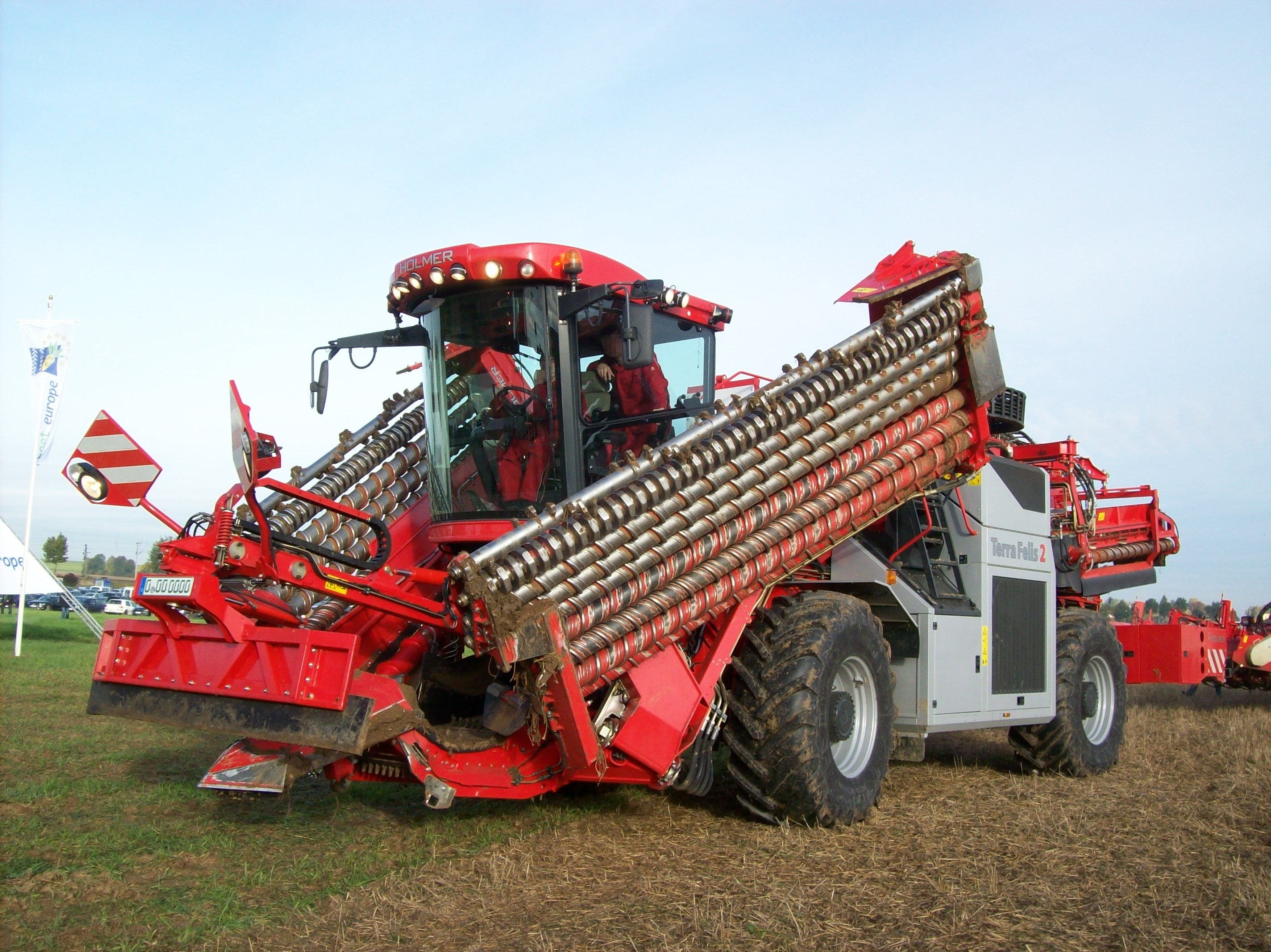
Holmer Terra Felis 2, 2012
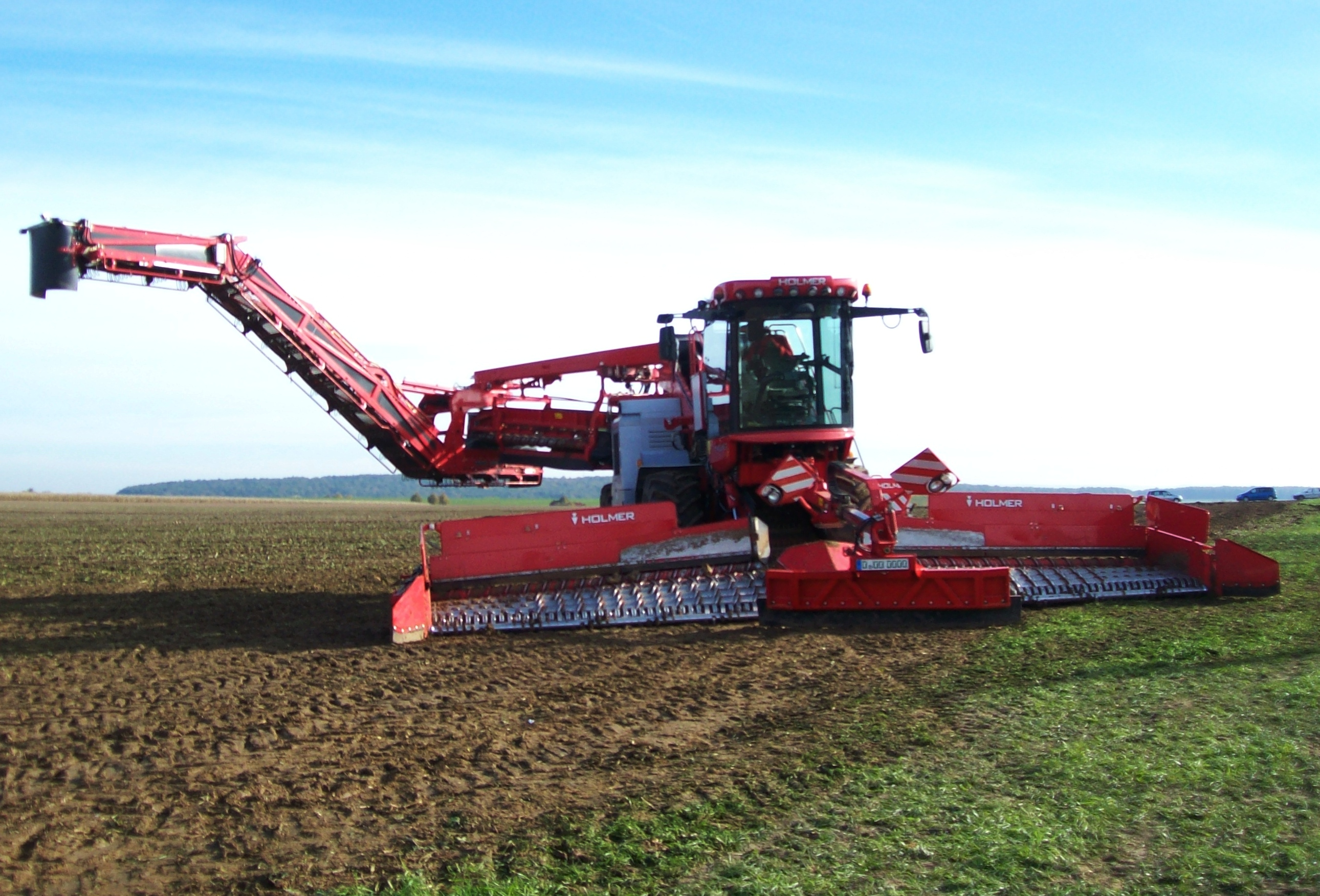
Holmer Terra Felis 2, 2012

## Fordítás
Ez a szócikk részben vagy egészben  a   Holmer_Maschinenbau című német Wikipédia-szócikk fordításán alapul.  Az eredeti cikk szerkesztőit annak laptörténete sorolja fel. Ez a jelzés csupán a megfogalmazás eredetét és a szerzői jogokat jelzi, nem szolgál a cikkben szereplő információk forrásmegjelöléseként.